# 신광초등학교 (전남)
신광초등학교는 대한민국 전라남도 함평군 신광면 월암리에 있는 공립 초등학교이다.

## 학교 연혁
- 1921년 10월 25일 계천공립보통학교 개교
- 1938년 4월 1일 신광공립심상소학교로 개칭[2]
- 1941년 4월 1일 신광공립국민학교로 개칭[3]
- 1981년 3월 1일 병설유치원 개원
- 1987년 3월 1일 함정분교장 관할[4]
- 1988년 3월 1일 함정분교장 통폐합
- 1991년 3월 1일 동정분교장 관할[5]
- 1995년 3월 1일 동정분교장 통폐합
- 1996년 3월 1일 신광초등학교로 개칭[6]
- 1998년 4월 1일 운영위원회 발족
- 2018년 3월 1일 제34대 장융기 교장 부임
- 2019년 2월 15일 제94회 졸업(총 졸업생수 7,178명)
- 2020년 2월 11일 제95회 졸업(총 졸업생수 7,183명)

## 학교 상징
- 교화 - 장미 : 사랑, 애정
- 교목 - 향나무 : 강한 의지
- 교색 - 녹색 : 희망, 발전

## 참고 자료
- 신광초등학교 - 한국교육학술정보원 학교알리미